# Ктиторський портрет
Кти́торський портре́т — поширений у східнохристиянському мистецтві жанр портрета, що зображає ктитора (людину, яка дала гроші на будівництво, реконструкцію чи прикрашання храму або іншої культової установи). Один з різновидів донаторського портрета, за технікою виконання поширений як у вигляді мозаїки, так і портретного живопису.
Ктиторські портрети були поширені у Візантійській імперії, звідти потрапили на Балканський півострів, у Болгарію та Сербію, на Кавказ, а також у Північне Причорномор'я, де й далі створювалися в ранньомодерну добу в Українські козацькій державі та Московському царстві.
Нерідко ктитора зображували в молитві перед Ісусом, Богородицею чи святими, даруючи останнім, як дар, «храм божий» (культову споруду). Такі портрети часто супроводжували надгробки ктиторів, що розташовувалися в цих храмах.

## Галерея

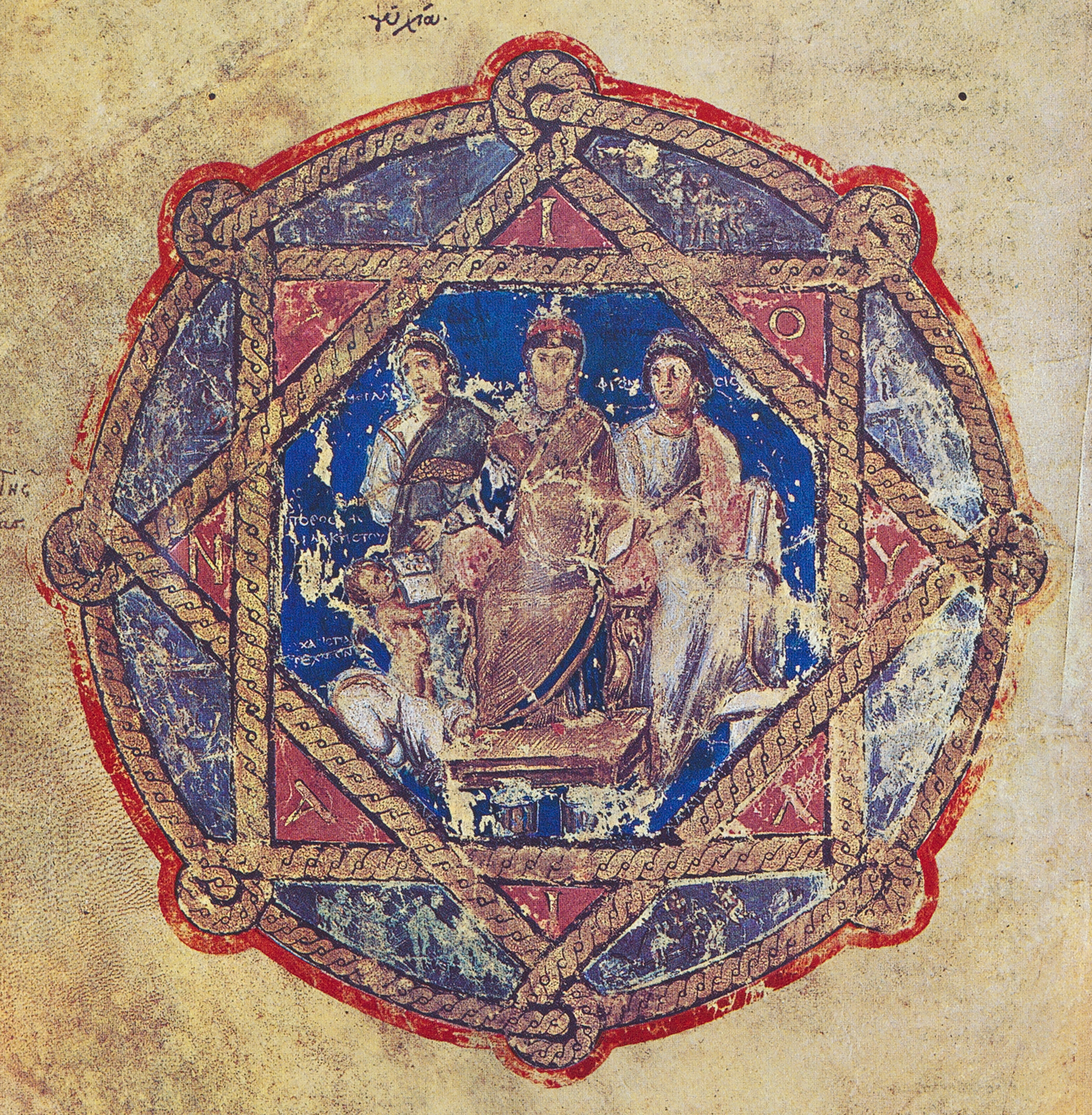
Портрет ктиторки Аніції Юліани, візантійської матрони, яка замовила ілюстрований манускрипт, відомий як «Віденський Діоскорид», 6 ст.
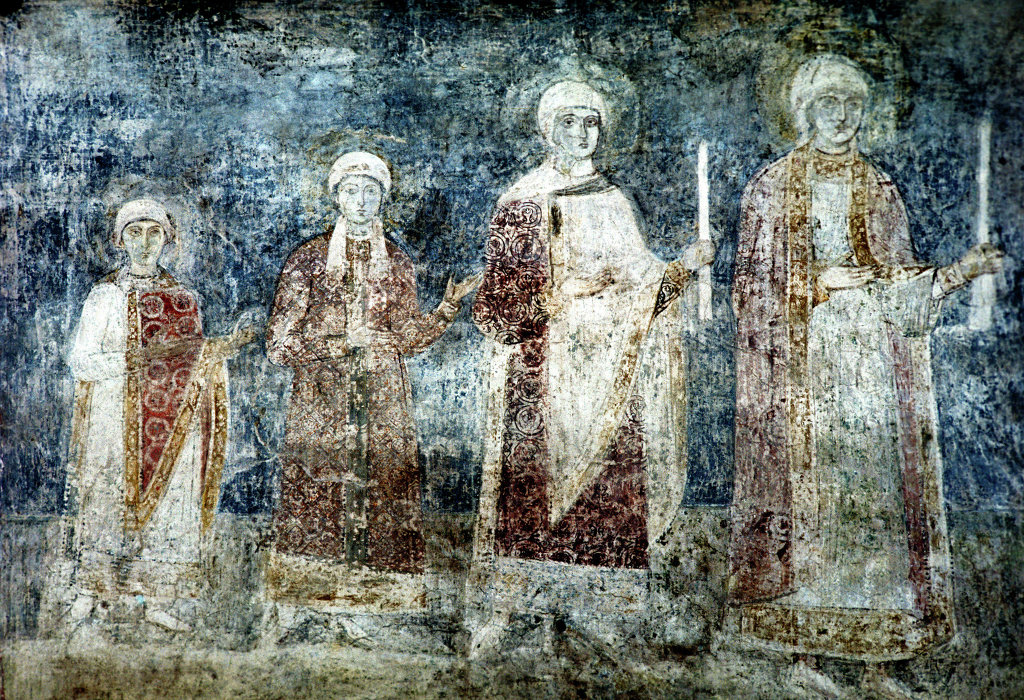
Вцілілий фрагмент фресок, що зображали княжу родину; під час пізньої реставрації бл. XIX століття фігури були видозмінені на святих Віру, Надію, Любов і Софію з перемалюванням голів (на той час оригінальні голови імовірно вже не було видно), але зі збереженням вигляду княжого одягу
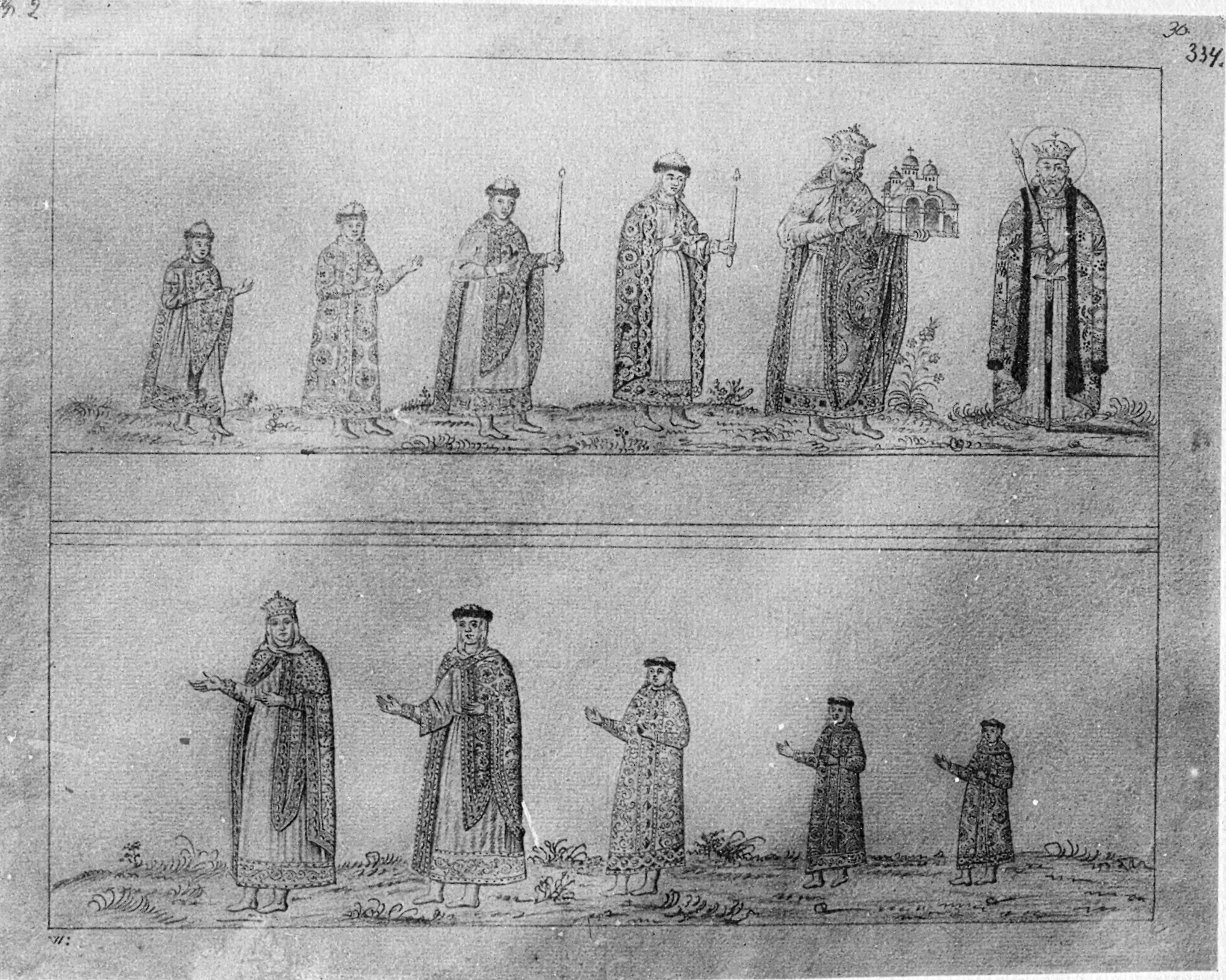
Копія замальовки фресок з княжою родиною 1651 року Абрагама ван Вестерфельда (оригінал перед цим зображенням є вцілілим фрагментом, що був видозмінений подальшою «реставрацією»); за класичною версією на фресках було зображено родину князя Ярослава і останній зображений з моделлю Софійського собору.
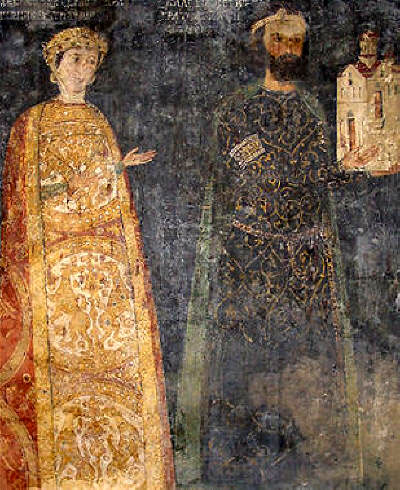
Портрет севастократора Калояна та його дружини Десіслави, фреска з Боянської церкви, 1259. Болгарія
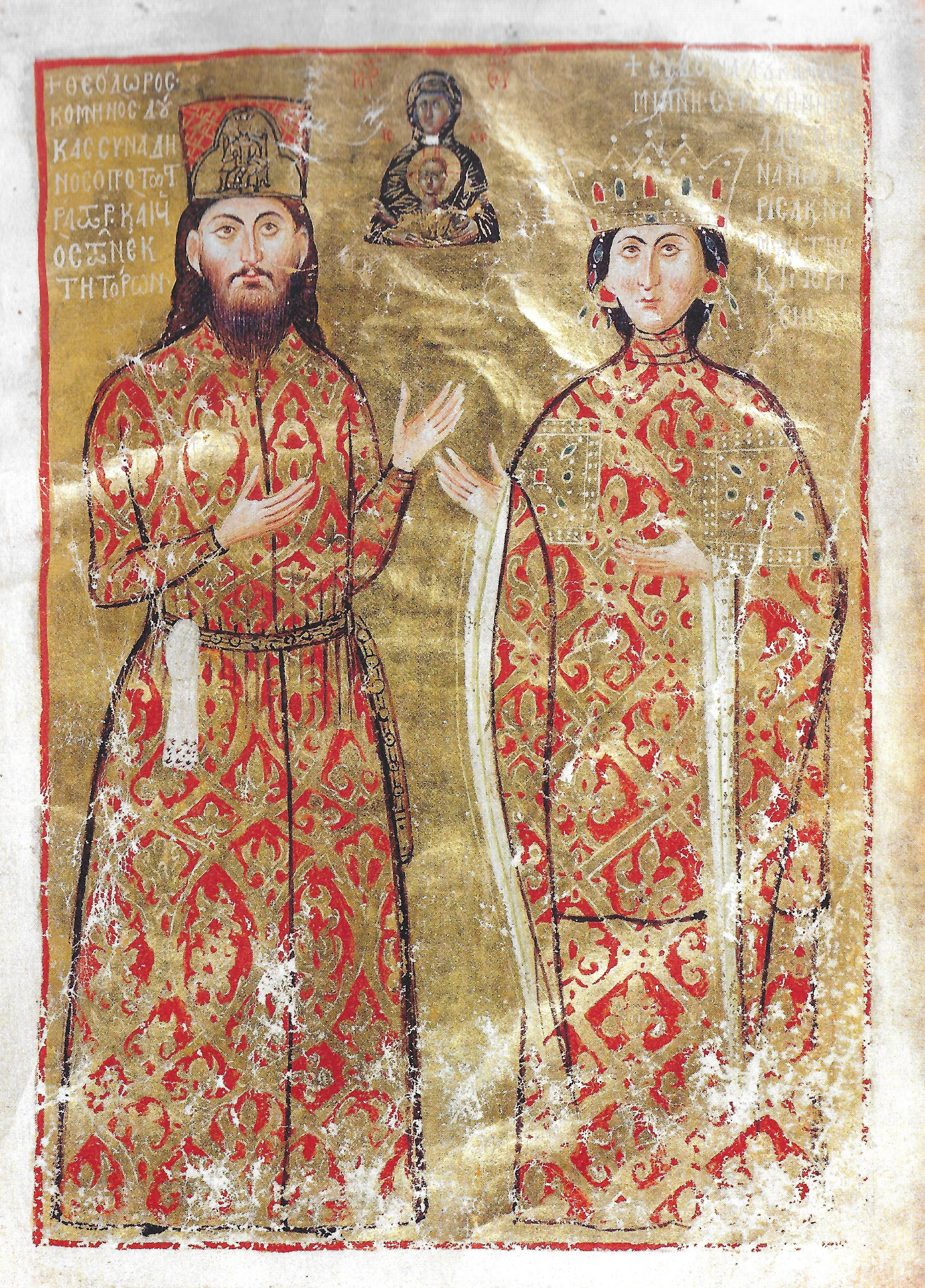
Протостратор Теодор Синадін[en] з дружиною, XIV століття
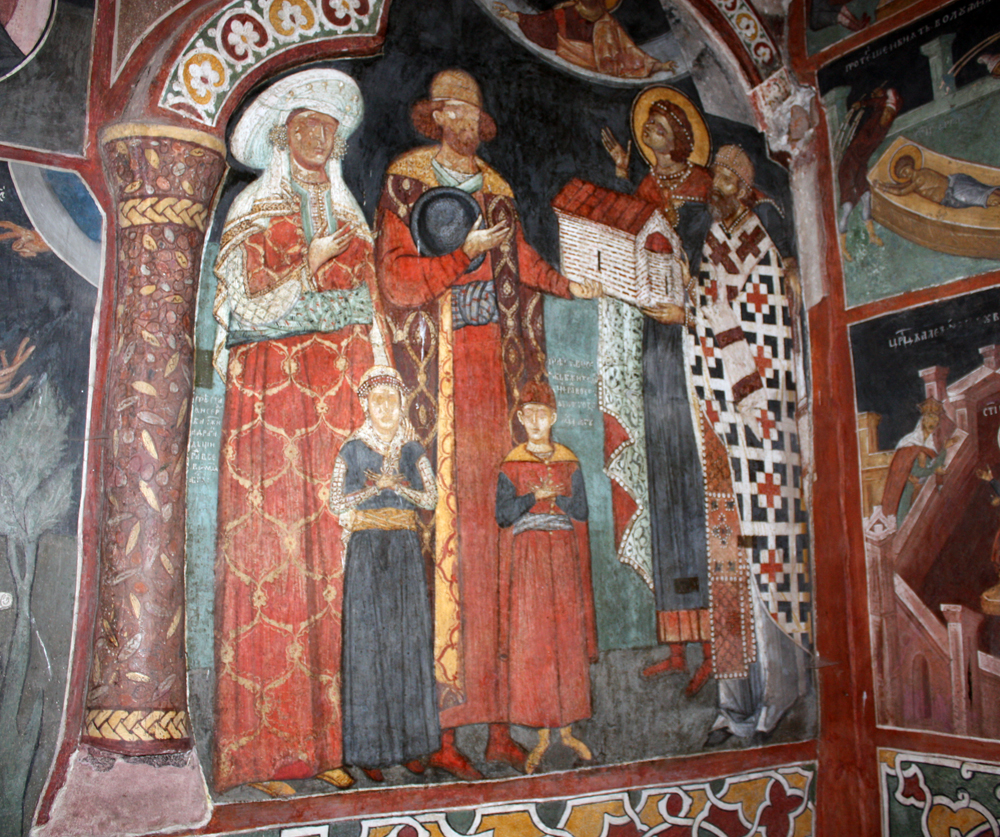
Родина боярина Радивоя, Креміковський монастир[bg], Болгарія
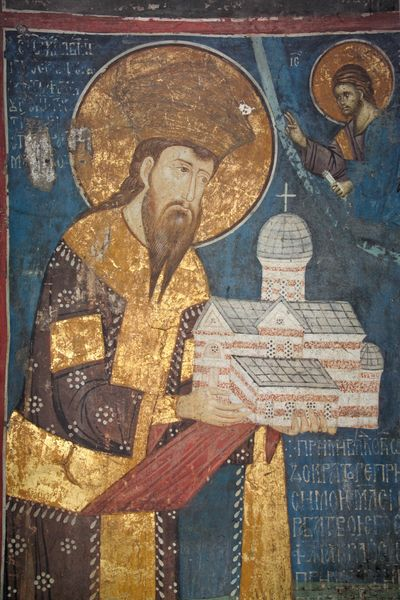
Стефан Урош III, монастир Високі Дечани, Сербія
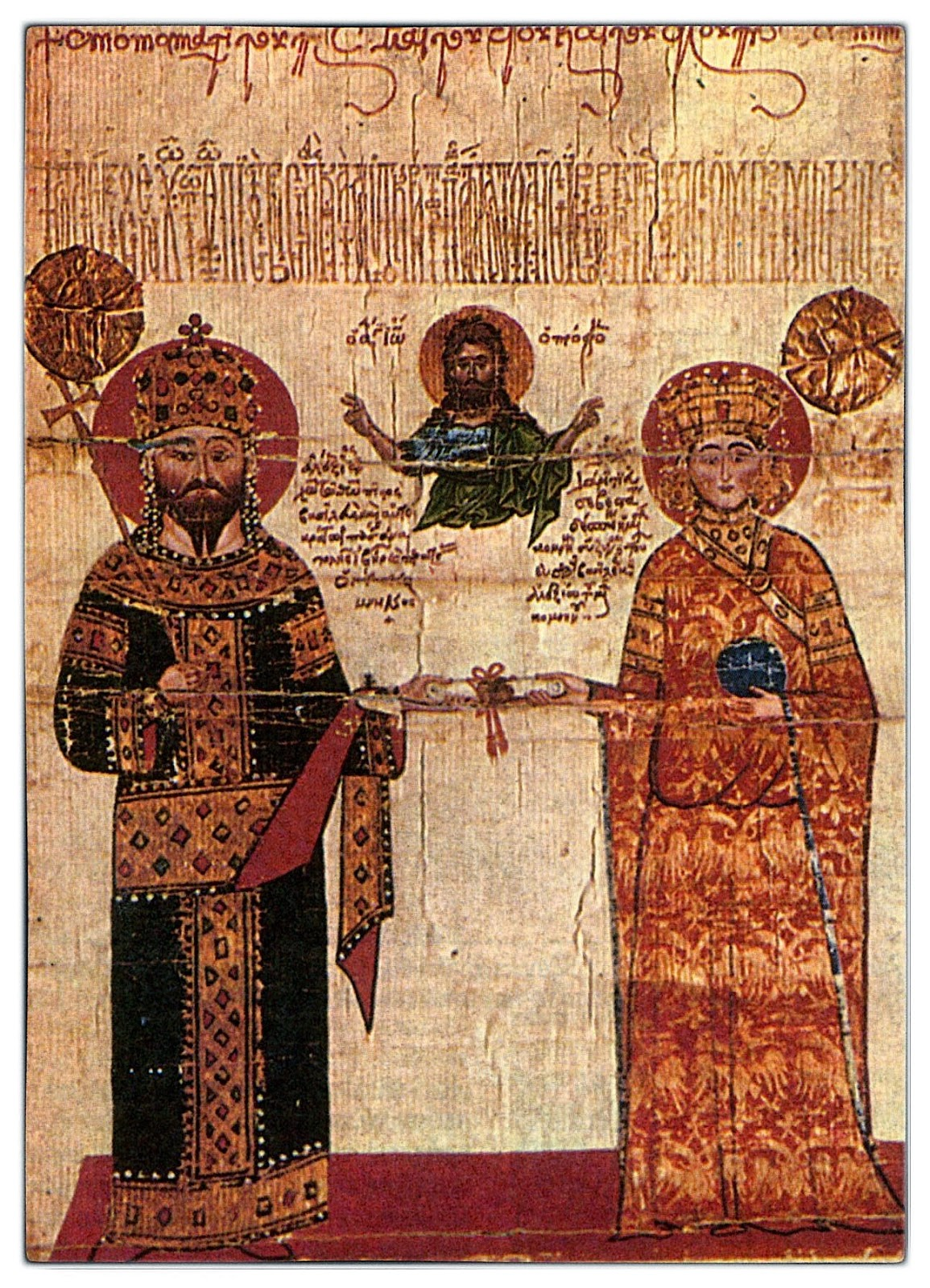
Олексій III Великий Комнін з дружиною Теодорою на мініатюрі будівельного хризовула монастиря Діонісія, 1349-1390 рр. Афон
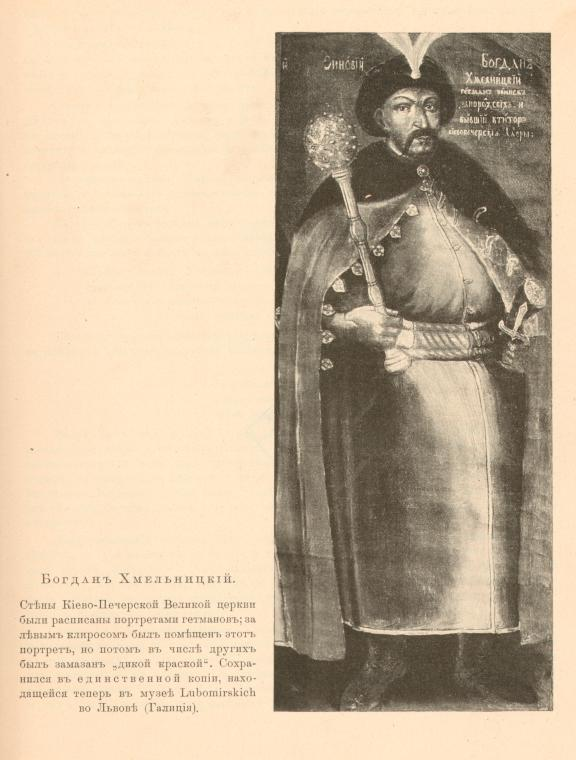
Богдан Хмельницький, Троїцька надбрамна церква Києво-Печерської лаври (не зберігся)
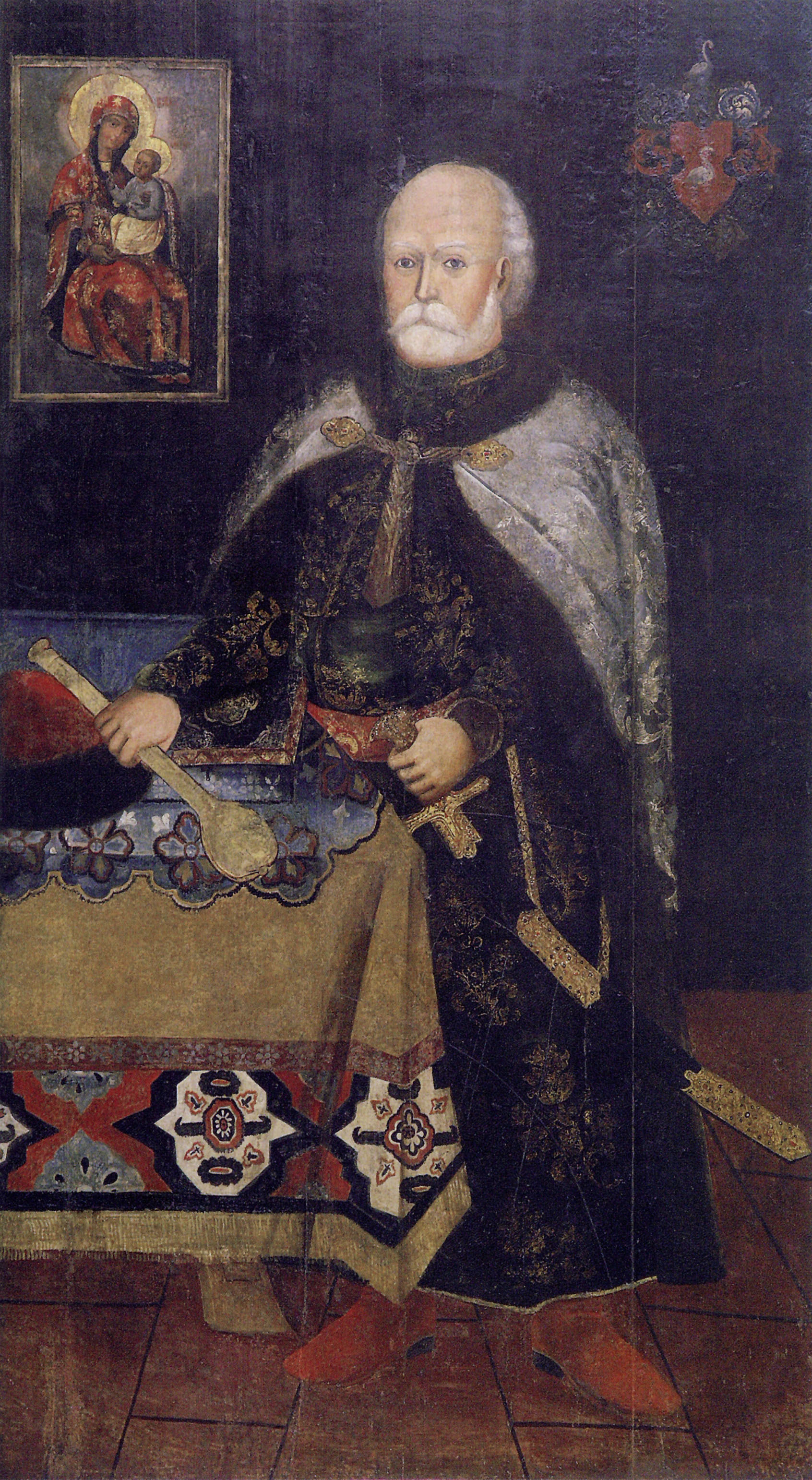
Полковник Василь Дунін-Борковський, надмогильний портрет, Успенський собор
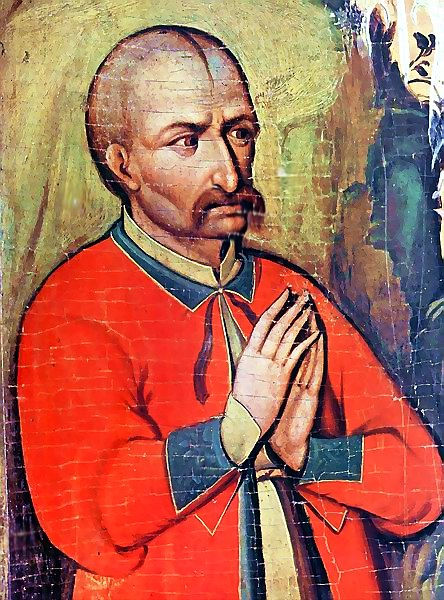
Портрет лубенського полковника Леонтія Свічки. Фрагмент ікони «Розп'яття», у центрі її композиції — образ розп'ятого Ісуса Христа. Біля нього ліворуч — Л.Свічка (він фінансував спорудження монастирської церкви в околицях м. Лубни) з молитовно складеними руками. Кін. 17 століття

## Додаткова література
- Нетудихаткін, Ігор (2011). Український ктиторський портрет другої половини XVI - XVIII століть: інформаційний потенціал історичного джерела (Дис... канд. наук: 07.00.06).